# Richard Rolle
Richard Rolle von Hampole (lateinisch Richardus Rollus, Richardus Eremita oder Richardus Hampolensis; * um 1290/1310 in Thornton-le-Dale, Ryedale, North Yorkshire; † 29. September 1349 in Hampole, Metropolitan Borough of Doncaster, South Yorkshire) war ein englischer Eremit und Autor kontemplativer Schriften. Er verfasste Werke in mittellateinischer und mittelenglischer Sprache. Als Autor wurde er zu einem der einflussreichsten englischen Lehrer der Spiritualität im Spätmittelalter. 

## Leben
Über Rolles Leben ist wenig bekannt. Für seine Geburt schwanken die Datierungsansätze zwischen 1290 und 1310. Er entstammte einer Familie des niederen Adels. Sein Vater William war offenbar nicht sehr begütert. Als er etwa 13 oder 14 Jahre alt war, schickten ihn seine Eltern zur Ausbildung nach Oxford. Er sollte an der dortigen Universität, wohl am University College, Philosophie und Theologie studieren. Seine Unzufriedenheit mit dem Hochschulbetrieb und eine spirituelle Erfahrung bewirkten jedoch eine radikale Umkehr. Im Alter von 18 oder 19 Jahren brach er das Studium ab und kehrte in seine nordenglische Heimat zurück, um dort als Einsiedler zu leben, zunächst auf dem Grundstück seines Gönners John de Dalton, eines Nachbarn seines Vaters. Dabei orientierte er sich am Vorbild des Franz von Assisi, dessen Armutsideal er teilte. Er schloss sich aber keiner Ordensgemeinschaft an und folgte anscheinend keiner anerkannten Mönchs- oder Eremitenregel. Da er sein spirituelles Erleben als Manifestation der Anwesenheit Gottes auffasste, hielt er sich für berechtigt, gemäß seiner Überzeugung religiöse Unterweisung zu erteilen. Offenbar erregte er mit seinem Auftreten Anstoß; nach seinen Angaben hatte er zahlreiche Gegner und Neider, die ihn verspotteten und anschwärzten und seine Aufrichtigkeit in Zweifel zogen.
Anfangs wechselte Rolle mehrfach seinen Aufenthaltsort in der Einöde. Für längere Zeit bezog er eine Zelle in der Nähe von Ainderby Steeple (bei Northallerton). Schließlich übernahm er die geistliche Betreuung der Zisterzienserinnen des Priorats Hampole bei Doncaster, was aber nicht zwangsläufig bedeutet, dass er dort eine offizielle Funktion ausübte. Eine enge Freundschaft verband ihn mit seiner Schülerin Margaret Kirk(e)by, die zunächst Nonne in Hampole war und sich später als Inklusin in einer Klause einschließen ließ. Im Jahr 1349 starb er an der Pest und wurde im Zisterzienserinnenkloster von Hampole beigesetzt.
Obwohl Rolle sein Studium in Oxford sehr früh abgebrochen hatte, verfügte er über ein umfassendes theologisches Wissen, einen außergewöhnlichen lateinischen Wortschatz und sogar Griechischkenntnisse. Dies erklären manche Forscher mit der Annahme, dass er in Paris Theologie studiert habe. Diese Hypothese, die sich auf späte Quellen stützt, ist stark umstritten.

## Werke
Rolle machte seine eigenen Erfahrungen zur Grundlage seiner Auffassung vom Verhältnis der Seele zu Gott, um das sein Denken kreiste. Daher fügte er reichlich autobiographische Elemente in seine Ausführungen ein.
Das englische Werk umfasst vor allem die drei Schriften Ego dormio, The Commandment (moderner Titel) und The Form of Living sowie eine Übersetzung und Auslegung des Psalters (The English Psalter). Hinzu kommen zwei Meditationen über das Leiden Christi und kurze erbauliche Texte. Mit diesen Schriften wandte sich Rolle hauptsächlich an Frauen; unter den Leserinnen waren zu seinen Lebzeiten wohl in erster Linie Nonnen von Hampole. Ego dormio, seine erste englische Abhandlung, ist eine relativ kurze, aber eingehende Erläuterung der als dreistufig dargestellten Liebe. Die Ausführungen dieses Traktats sind von drei Gedichten begleitet, der Leser wird affektiv angesprochen. In nüchternem Stil abgefasst ist hingegen das zweite Werk, The Commandment, eine kurze Unterweisung über das Leben in Gottesliebe. The Form of Living, eine Lebensregel, ist die letzte und umfangreichste volkssprachliche Schrift Rolles; sie entstand 1348 oder 1349, in den letzten Monaten seines Lebens.
Umfangreicher als das volkssprachliche ist das lateinische Œuvre. Dazu zählen in erster Linie die Schilderungen der spirituellen Erfahrungen des Autors in den Schriften Incendium amoris (Feuer der Liebe) und Melos amoris (Melodie der Liebe). Das Incendium amoris bietet eine ausführliche Beschreibung seiner religiösen Entwicklung. In der einflussreichen Lebensregel De emendatione vitae (Über die Berichtigung des Lebens) formulierte er auf der Grundlage seiner persönlichen Erfahrung Grundsätze mit dem Anspruch allgemeiner Gültigkeit. Für sein Mariengedicht Canticum amoris (Gesang der Liebe), ein Jugendwerk, das aus 38 vierzeiligen Strophen besteht, verwendete er die in weltlicher Liebesdichtung übliche Vagantenstrophe. Damit deutete er die sinnliche, nicht sublimierende Natur seiner Marienliebe an, die er auch im Inhalt ungehemmt zum Ausdruck brachte. Außerdem verfasste er Bibelkommentare, die Abhandlung Liber de amore dei contra amatores mundi (Buch über die Gottesliebe gegen die Liebhaber der Welt), ein lateinisches Unterweisungsbuch für Priester mit dem Titel Judica me deus (Richte mich, Gott) sowie Reflexionen über die Lesungen des Totenoffiziums (Expositio super novem lectiones mortuorum). Ferner kommentierte er das Vaterunser und das Apostolische Glaubensbekenntnis.

## Lehre
Im Mittelpunkt von Rolles Werk steht die dichterische und schriftstellerische Auseinandersetzung mit der göttlichen Liebe als persönlicher Erfahrung. Mit seinen Schilderungen bemühte er sich, den Lesern die Möglichkeit und den Reiz eines derartigen Erlebens nahezubringen und sie auf dem Weg zu einer davon geprägten Lebensweise anzuleiten. Theologische und literarische Impulse erhielt er von hochmittelalterlichen spirituell orientierten Autoren, hauptsächlich Zisterziensern. Er war mit der damals verbreiteten kontemplativen Literatur vertraut, doch ist das Ausmaß seiner Abhängigkeit von ihr schwer zu bestimmen. Relativ stark beeinflusst war er von Bernhard von Clairvaux, in geringerem Maß von den Viktorinern. Er schätzte die Dichtung des Franziskaners John of Howden und den Hymnus Jesu dulcis memoria.
Charakteristisch für Rolles Liebeslehre sind die drei Begriffe calor oder fervor, dulcor und canor. Mit diesen Ausdrücken beschreibt er schon das frühe Erlebnis, das in seinem Leben die entscheidende Wende bewirkte. Calor bezeichnet die Glut der göttlichen Liebe, dulcor die Süße des Erlebens der Gottesgegenwart, canor den dabei vernommenen Klang, die himmlische Musik, in welche die Seele einstimmen kann. Die Wörter „Glut“ und „Klang“ dienen hier nicht als bloße Metaphern für Geistiges, sondern bezeichnen Erfahrungen des Autors, die sich auch auf der physischen Ebene machtvoll bemerkbar machten. So hat er nach seinen Angaben die „Glut“ der von Gott ausgehenden Liebe wie die Hitze eines materiellen Feuers wahrgenommen und von dieser zunächst kaum unterscheiden können, als sie erstmals in seinem Herzen auftrat. Nachdrücklich weist Rolle auf die reale, sinnliche, nicht metaphorische Natur seiner Erlebnisse hin. Den drei Begriffen „Glut“, „Süße“ und „Klang“ entsprechen drei Stufen der Gotteserfahrung, von denen canor oder melos für Rolle die höchste ist. Diese im Mittelalter ungewöhnliche Dominanz des akustischen Aspekts ist ein Hauptmerkmal seiner Spiritualität. Das Klangerlebnis tritt bei ihm in den Vordergrund, während sonst in der mittelalterlichen Mystik die visuellen Eindrücke, die in der reichhaltigen Visionsliteratur dargestellt sind, gewöhnlich die Hauptrolle spielen. Im Melos amoris versuchte Rolle mit dem Klang seiner Worte, insbesondere mittels Alliteration, für den Leser eine Andeutung seines akustischen Erlebens zu erzeugen. Nach seinem Verständnis handelt es sich bei diesem Erleben um einen Klang, der beim Singen vernommen wird, aber nicht vom Singenden selbst ausgeht, sondern von überirdischer Natur ist. Darauf antwortet der Mensch, dem solche Gnade zuteilwird, tönend und singend, und wird dabei gleichsam selbst in Musik transformiert; seine musikalische Verherrlichung Gottes wird Teil des Gesanges der Engel. So offenbart sich etwas Göttliches im Menschen, und es tritt eine Freude auf, die in Rolles Incendium amoris als rauschartig beschrieben wird. Der göttlichen Liebe schrieb er die Kraft zu, den Menschen in einen Zustand der Heiligkeit zu erheben; ohne sie gibt es nach seiner Überzeugung keine Gotteserkenntnis. Die theologischen Spekulationen der Scholastiker, die auf Plausibilitätserwägungen beruhen, hielt er für unfruchtbar und lehnte er ab. Er kritisierte die verbreitete Neigung, berühmten Lehrern nachzulaufen, und stellte ihr die Forderung einer Hinwendung zum „inneren Lehrer“ entgegen.
Rolle unterschied drei Stufen der Gottesliebe: die „unüberwindliche“ Liebe (amor insuperabilis), die keiner Versuchung erliege und von keiner anderen Willensregung verdrängt werden könne, die „unabtrennbare“ (amor inseparabilis), die keine Ablenkung von ihrem göttlichen Objekt dulde, und die „einzigartige“ (amor singularis, mittelenglisch singuler lufe), die dadurch gekennzeichnet sei, dass der Liebende Freude und Trost nur von Gott erhalte und sein Denken sich ganz in Musik verwandle. Dazu bemerkte Rolle, der erste Grad werde von vielen erreicht, der zweite von wenigen, der dritte von kaum jemand. Mit dieser Einteilung folgte er der Lehre des namhaften Theologen Richard von St. Viktor († 1173), allerdings mit dem wesentlichen Unterschied, dass Richard noch eine vierte Stufe hinzugefügt hatte, die „unersättliche Liebe“, die für den Menschen nicht befriedigt werden könne. Das Fehlen dieser Stufe bei Rolle wird in der Forschung unterschiedlich interpretiert. Über das Verhältnis der Liebe zur Vernunft äußerte sich Rolle nur beiläufig. Er bemerkte, durch die Liebe werde nicht nur der Mensch zu Gott „fortgerissen“ (rapitur), sondern ebenso Gott zum Menschen; die Liebe „zwinge“ durch ihre Gewalt Gott zum Menschen (deum rapis ad hominem). Diese Begegnung geschehe nicht ohne Mitwirkung der Vernunft (ratio), vielmehr sei der Intellekt daran beteiligt. Eine Trennung von Vernunft und Affekt hielt Rolle für unmöglich; die Vernunftseele (anima rationalis) könne nicht ohne Liebe sein und die Gottesliebe könne sich nicht ohne Vernunft betätigen. Zwischen Gotteserkenntnis und Gottesliebe sah er keinen Unterschied.
In seinen Anweisungen zur Kontemplation betonte Rolle die besondere Bedeutung und den hohen Rang der Körperhaltung des Sitzens. Er meinte, das kontemplative Sitzen sei die Gebärde, die der geistigen Haltung der Hinwendung zu Gott entspreche und deren angemessener Ausdruck auf der körperlichen Ebene sei. Es mache den Menschen frei und sei insofern dem Rennen, Gehen oder Stehen überlegen. Die Himmelsbewohner stellte sich Rolle sitzend vor; er schrieb auch, Gott „sitze“ im Menschen (sedet).
Die negative Theologie in der Tradition des Pseudo-Dionysius Areopagita war Rolle fremd, ebenso die von mystischen Autoren beschriebene, später als „dunkle Nacht der Seele“ bezeichnete Erfahrung einer als quälend empfundenen Gottesferne. Wegen des Fehlens dieser Elemente entspricht er nicht dem gängigen Bild eines typischen Mystikers. Er war der Überzeugung, das Feuer der göttlichen Liebe sei als reine Gnade aufzufassen und werde niemals als Belohnung für Verdienste gewährt.

## Rezeption

### Mittelalter
Rolles Bibliothek ging nach seinem Tod gemäß seiner testamentarischen Verfügung in den Besitz der Klostergemeinschaft von Hampole über. Die dortigen Zisterzienserinnen strebten in der Folgezeit seine Heiligsprechung an; die Schrift Officium et legenda de vita Ricardi Rolle, die zu diesem Zweck in den 1380er Jahren verfasst wurde, ist eine wichtige Quelle für sein Leben. Allerdings blieben die Bemühungen der Nonnen erfolglos. Die Heiligsprechung unterblieb, obwohl dem Eremiten 27 Wunder zugeschrieben wurden, die er nach seinem Tod vollbracht habe. Nur in Hampole entstand ein inoffizieller lokaler Kult von „Richard, dem Einsiedler von Hampole“.
Dennoch gewann Rolle in England großes Ansehen. Obwohl er kein Priester war, wurde er zu einer religiösen Autorität und zu einem der meistgelesenen englischen Schriftsteller des Mittelalters. Mehr als 500 erhaltene Handschriften zeugen von der anhaltenden Nachwirkung seiner Werke, die auch in spätmittelalterliche Kompilationen aufgenommen wurden. Insbesondere die Lebensregel De emendatione vitae fand starke Beachtung. Besonders intensiv war die Rezeption im Umkreis der Kathedrale von York. Rolles Lehren prägten die spätmittelalterliche englische Spiritualität vielfältig. Sie wurden von den in diesem Bereich tätigen Autoren eifrig studiert und fanden viel Zustimmung, stießen aber auch auf Widerspruch. Zu den Mystikern, die er beeinflusste, zählen John of Bridlington, Margery Kempe und Juliana von Norwich. Der Karmeliter Richard Misyn übersetzte 1434/1435 Rolles lateinische Werke Incendium amoris und De emendatione vitae ins Mittelenglische. Die Nachwirkung des Eremiten von Hampole beschränkte sich nicht auf England; die Verbreitung der Handschriften zeigt, dass er auch auf dem Kontinent, vor allem im Rheintal, viele Leser fand, darunter insbesondere Angehörige des Zisterzienserordens.
Allerdings machte sich auch Tadel geltend. Kritiker beanstandeten die irdisch-reale, stark sinnlich geprägte Bildersprache, mit der Rolle seine Beziehung zum Bereich des Überirdischen schilderte. Wegen des rauschhaften Charakters der beschriebenen Erlebnisse wurde er schon zu seinen Lebzeiten als berauschter Trunkenbold geschmäht. Auch sein Umherziehen und sein Verhältnis zu seinen Gönnern erregte Anstoß. Der im späten 14. Jahrhundert tätige Eremit und Schriftsteller Walter Hilton, der Rolle nicht namentlich erwähnte, verwarf dessen Anspruch auf authentische Gotteserfahrung. Hilton meinte, ein Liebesfeuer göttlichen Ursprungs trete nicht als physisch empfundene Hitze in Erscheinung. Der Eremit Thomas Basset, ein Bewunderer Rolles, verfasste eine Verteidigungsschrift (defensorium) zur Widerlegung der Kritik.
Die als Lollarden bezeichneten Anhänger des Kirchenreformers John Wyclif († 1384) schätzten Rolle, sie sahen in ihm einen Vorläufer ihrer Bewegung. Dabei beriefen sie sich insbesondere auf seinen englischen Psalter-Kommentar. Manche Aspekte seiner Einstellung zeigen tatsächlich Nähe zu lollardischen Bestrebungen und auch zum Gedankengut der Reformation. Dazu gehören Rolles geringe Wertschätzung der Gelübde, der Ordensgemeinschaften und des liturgischen Gesangs der Mönche und seine Gleichgültigkeit gegenüber der kirchlichen Hierarchie sowie die Kritik an Mönchen und Würdenträgern, die er für heuchlerisch hielt, die Verwendung der Volkssprache und insbesondere das Predigen und Lehren ohne kirchliche Ermächtigung. Seine Betonung der individuellen Erfahrung, der unmittelbaren persönlichen Beziehung zu Gott, trug – auch wenn er selbst dies nicht beabsichtigt hatte – zur Zurückdrängung der institutionellen Autorität bei und eignete sich als Ansatzpunkt für fundamentale Kritik an der katholischen Kirche. Das Vorbild seiner eigenständigen Haltung und Hinwendung zu einem nicht lateinkundigen Lesepublikum förderte die Tendenz zur Laisierung der spätmittelalterlichen englischen Kirche. Mit seiner Unabhängigkeit von manchen herkömmlichen Denkweisen und Sitten erweist er sich als früher Reformer, der unter diesem Gesichtspunkt – wenngleich nicht mit seiner ganzen Einstellung – als Vorläufer der Reformation gelten kann. Der Beifall der Lollarden diskreditierte ihn vermutlich in streng kirchlich gesinnten Kreisen und trug wohl wesentlich dazu bei, dass die von den Zisterzienserinnen angestrebte Heiligsprechung scheiterte.

### Neuzeit
Schon 1483 wurde Rolles Kommentar zum Buch Hiob gedruckt; diese Inkunabel war eines der ersten von der Oxford University Press herausgebrachten Bücher. Im 16. und 17. Jahrhundert erschienen zehn Drucke von Werken Rolles. Allerdings verringerte sich das Interesse an ihm ab der Mitte des 16. Jahrhunderts; im 18. Jahrhundert fand er kaum Beachtung. Seine englischen Schriften waren verschollen, sie wurden erst im 19. Jahrhundert wiederentdeckt.
Der Gelehrte John Leland (1506–1552) gab in seinen Commentarii de scriptoribus Britannicis eine Kurzbiographie Rolles. Er hielt ihn fälschlich für einen Augustiner-Eremiten, und dieser Irrtum war noch im 18. Jahrhundert allgemein verbreitet. Außerdem glaubte man in der Frühen Neuzeit, Rolle sei Doktor der Theologie gewesen.
Für die moderne Forschung waren die im Zeitraum 1910–1931 publizierten Arbeiten von Hope Emily Allen wegweisend. Allen edierte 1931 Rolles englische Werke. In der neueren Fachliteratur wird er als herausragender Autor gewürdigt. So urteilt Wolfgang Riehle, Rolle gehöre ohne Zweifel zu „den wichtigsten und interessantesten Autoren des gesamten englischen Mittelalters“, in religions- und mentalitätsgeschichtlicher Hinsicht könne seine Bedeutung kaum überschätzt werden. Allerdings wird auch Kritik geübt; so deutet Nicholas Watson Rolles selbstsicheres Auftreten als Ausdruck einer aggressiven und selbstgerechten Haltung und unterstellt ihm ein intensives Bemühen, sich zu rechtfertigen und sich Autorität zu verschaffen. Dieses Streben sei das eigentliche Anliegen des Eremiten gewesen und seine Selbstinszenierung sei mit der seines Zeitgenossen Petrarca vergleichbar. Riehle hält Watsons Einschätzung für stark übertrieben, lehnt sie aber nicht völlig ab. Er meint, Rolles unbestreitbare Neigung zur Selbstinszenierung zeige, dass „seine hochentwickelte Persönlichkeit schon nicht mehr ganz dem Mittelalter angehört, sondern vielmehr das Heraufkommen einer neuen Zeit bereits erahnen lässt“. Bernard McGinn charakterisiert Rolle als „herbe Persönlichkeit“; er sei zwar kein systematischer Denker gewesen und habe sich weitschweifig ausgedrückt, doch seine Weisheit und Klugheit habe ihm gestattet, ein wertvoller spiritueller Führer zu sein.
Noch in der Moderne wurde Rolle im Kontext späterer konfessioneller Gegensätze interpretiert. Protestantische Gelehrte des späten 19. und des 20. Jahrhunderts würdigten ihn als Befürworter der Gewissensfreiheit und Vorläufer Wyclifs, der Reformation und der Church of England.
Anerkennung findet die literarische Qualität der lateinischen Werke. François Vandenbroucke hebt die außergewöhnliche Sprachkunst im Melos amoris hervor, Bernard McGinn sieht den Wert von Rolles Œuvre hauptsächlich in der „kraftvollen und zarten Sprache der Liebe“.

## Ausgaben und Übersetzungen
Lateinische Werke
- Émile J. F. Arnould (Hrsg.): The Melos Amoris of Richard Rolle of Hampole. Blackwell, Oxford 1957 (kritische Edition)
- François Vandenbroucke (Hrsg.): Richard Rolle: Le Chant d’amour (Melos Amoris) (= Sources Chrétiennes, Nr. 168 und 169). 2 Bände. Les Éditions du Cerf, Paris 1971 (lateinischer Text der Ausgabe von Arnould mit französischer Übersetzung)
- Margaret Deanesly (Hrsg.): The Incendium amoris of Richard Rolle of Hampole. Manchester University Press, Manchester 1915 (online)
- Gabriel M. Liegey (Hrsg.): The ‚Canticum amoris’ of Richard Rolle. In: Traditio 12, 1956, S. 370–391 (kritische Edition)
- Gabriel M. Liegey (Hrsg.): Richard Rolle’s Carmen Prosaicum, an Edition and Commentary. In: Mediaeval Studies 19, 1957, S. 15–36 (kritische Edition eines „Prosagedichts“, das ein Anonymus aus Formulierungen des Melos amoris zusammensetzte)
- Lucy del Mastro (Übersetzerin): The Fire of Love and the Mending of Life. Doubleday, New York 1981
- Halcyon C. Backhouse (Übersetzerin): Richard Rolle: The Fire of Love. Hodder and Stoughton, London 1992, ISBN 978-0-34-054491-4
- Rüdiger Spahl (Hrsg.): De emendatione vitae. Eine kritische Ausgabe des lateinischen Textes von Richard Rolle, mit einer Übersetzung ins Deutsche und Untersuchungen zu den lateinischen und englischen Handschriften. Vandenhoeck & Ruprecht, Göttingen 2008, ISBN 978-3-89-971415-9
- Nicholas Watson (Hrsg.): Richard Rolle: Emendatio vitae, Orationes ad honorem nominis Ihesu. The Pontifical Institute of Mediaeval Studies, Toronto 1995, ISBN 0-88844-471-0
- Nicole Marzac (Hrsg.): Richard Rolle de Hampole (1300–1349). Vie et œuvres, suivies du Tractatus super Apocalypsim. Vrin, Paris 1968 (kritische Edition des Tractatus super apocalypsim mit französischer Übersetzung)
- John Philip Daly (Hrsg.): An Edition of the ‚Judica me Deus’ of Richard Rolle (= Salzburg Studies in English Literature. Elizabethan and Renaissance Studies, 92:14). Institut für Anglistik und Amerikanistik, Universität Salzburg, Salzburg 1984 (kritische Edition)
- Malcolm Robert Moyes (Hrsg.): Richard Rolle’s Expositio super novem lectiones mortuorum. An Introduction and Contribution towards a Critical Edition (= Salzburg Studies in English Literature. Elizabethan and Renaissance Studies, 92:12). 2 Bände. Institut für Anglistik und Amerikanistik, Universität Salzburg, Salzburg 1988 (Edition anhand einer Handschrift)
- Paul F. Theiner (Hrsg.): The Contra Amatores Mundi of Richard Rolle of Hampole. University of California Press, Berkeley 1968 (kritische Edition mit englischer Übersetzung)
- James C. Dolan (Hrsg.): The Tractatus super Psalmum vicesimum of Richard Rolle of Hampole. Mellen, Lewiston 1991, ISBN 0-7734-9666-1 (lateinischer Text und englische Übersetzung)

Englische Werke
- Florent G. A. M. Aarts (Hrsg.): Þe Pater Noster of Richard Ermyte. A Late Middle English Exposition of the Lord’s Prayer. Den Haag, Nijhoff 1967 (kritische Edition)
- Hope Emily Allen (Hrsg.): English Writings of Richard Rolle, Hermit of Hampole. Clarendon Press, Oxford 1931 (kritische Edition)
- Rosamund S. Allen (Hrsg.): Richard Rolle: The English Writings. Paulist Press, Mahwah (New Jersey) 1988, ISBN 0-8091-3008-4 (Übersetzungen in modernes Englisch)
- Mary Luke Arntz (Hrsg.): Richard Rolle and Þe Holy Boke Gratia Dei. An Edition with Commentary (= Salzburg Studies in English Literature. Elizabethan and Renaissance Studies, 92:2). Institut für Anglistik und Amerikanistik, Universität Salzburg, Salzburg 1981 (kritische Edition)
- Ralph Hanna (Hrsg.): Richard Rolle: Uncollected Prose and Verse with related Northern texts. Oxford University Press, Oxford 2007, ISBN 978-0-19-923614-5 (kritische Edition von teils bisher unedierten Werken)
- Anne Hudson (Hrsg.): Two Revisions of Rolle’s English Psalter Commentary and the Related Canticles. 3 Bände. Oxford University Press, 2012–2014 (kritische Edition)
- Sarah J. Ogilvie-Thomson (Hrsg.): Richard Rolle: Prose and Verse, edited from MS Longleat 29 and related manuscripts. Oxford University Press, Oxford 1988, ISBN 978-0-19-722295-9 (kritische Edition)